# Albert-Schweitzer-Gymnasium (Berlin-Neukölln)
Das Albert-Schweitzer-Gymnasium ist eine Schule im Berliner Ortsteil Neukölln des gleichnamigen Bezirks. Das Gymnasium ist nach dem Friedensnobelpreisträger Albert Schweitzer benannt.

## Geschichte
Das Gymnasium wurde 1907 als Städtische Höhere Mädchenschule Rixdorf gegründet. Bis 1912 hieß die Stadt Neukölln noch Rixdorf. Das Gebäude wurde vom Architekten Reinhold Kiehl entworfen und steht heute unter Denkmalschutz.
Frühere Namen der Schule waren:
- Städtische Studienanstalt mit Lyzeum I Neukölln
- Städtisches Oberlyzeum (Oberschule Berlin-Neukölln)
- Städtisches Oberlyzeum Berlin-Neukölln (Oberrealschulrichtung)
- Städtisches Oberlyzeum (Oberschule Neukölln)
- Städtische Oberschule Neukölln
- Agnes-Miegel-Schule (Oberschule für Mädchen)
- Neuköllner Oberschule II

Am 2. August 1952 gab Albert Schweitzer seine Zustimmung zur Umbenennung der Schule. Mindestens von 1985 bis 1992 war daher der Name Albert-Schweitzer-Oberschule (Gymnasium) in Gebrauch. Heute heißt die Schule Albert-Schweitzer-Gymnasium.

## Besonderheiten
Das Albert-Schweitzer-Gymnasium ist ein Ganztagsgymnasium in gebundener Form. Für Schüler der 7. bis 10. Klasse ist ein abwechslungsreicher Schultag gestaltet worden, der neben einer täglichen Mittagspause von 45 Minuten dreimal wöchentlich eine 90-minütige Freiarbeitszeit und Zeitfenster für bis zu zwei Arbeitsgemeinschaften beinhaltet.
Der Schultag beginnt für die Schüler um 8 Uhr. Der Unterricht endet am Nachmittag in der Regel um 16:15 Uhr (montags bis donnerstags). Freitags endet der Unterricht um 14:30 Uhr. Das Schulleben ist geprägt von der Orientierung an selbstständigem und selbstorganisiertem Arbeiten. Seit 2018 gehört das Albert-Schweitzer-Gymnasium dem Berliner Netzwerk von Schulen mit Lerncoaching an. Seit 2019 gibt es ein Entwicklungsteam Lerncoaching.
Die Profilierung der Schule basiert auf Sprach- und Medienbildung: Das Sprachbildungskonzept wird inhaltlich in allen Fächern bedient und beschränkt sich nicht auf den Deutschunterricht. Somit wird das Ziel, die Schüler mit dem Abitur fit in der Wissenschafts- und Bildungssprache zu entlassen, kontinuierlich und nachhaltig verfolgt. Als „kreidefreie Schule“ ist das ASG zu 100 % mit interaktiven Smartboards ausgestattet. Seit 2019 werden interaktive Touchboards installiert. Zusätzlich gibt es WLAN für den Unterrichtsgebrauch, Tablet- und Notebooksätze für den Einsatz in verschiedenen Lerngruppen und die Ausbildung von Schülern zu Datenschutzlotsen.
Das Albert-Schweitzer-Gymnasium hat mit 45 m × 21 m eine der größten Sporthallen in Neukölln. Sie wurde 1993 gebaut und am 4. Mai 1994 eingeweiht. Die Kosten von rund 13 Millionen Mark (kaufkraftbereinigt in heutiger Währung: rund 11,6 Millionen Euro) trug die Senatsverwaltung für Bildung, Jugend und Familie.
Der Umbau der kleineren Sporthalle zu einer Mensa, dem „Schweitzer Hof“, wurde im September 2010 beendet. Dieser Umbau war notwendig, um den Anforderungen an eine Ganztagsschule gerecht zu werden.
Eine weitere Besonderheit ist das Angebot an Wahlpflichtfächern, das seit dem Schuljahr 2008/2009 existiert:.
Ab der 7. Klassenstufe wählen alle Schüler fächerverbindende Kurse, beispielsweise Musik / Deutsch / Kunst, Mathematik / Informatik, Gesellschaftswissenschaften oder reine Fächer: Spanisch und Französisch als dritte Fremdsprachen, Sport etc.
Das Albert-Schweitzer-Gymnasium ist das einzige Gymnasium Neuköllns, das Sport als Wahlpflichtfach in den Klassen 8 und 9 anbietet.
In der 9. Klassenstufe wählen die Schüler Wahlpflichtkurse für die 10. Klasse. Die Schüler wählen hierbei zwei Fächer, die in der Sekundarstufe II als Leistungskurse gewählt werden sollen. Das Albert-Schweitzer-Gymnasium bietet fast alle Leistungskurse, gegebenenfalls in Kooperation, an: Gesellschaftswissenschaften, Deutsch und musische Fächer, Fremdsprachen, Naturwissenschaften, Mathematik und Informatik.
Der Unterricht in den Wahlpflichtfächern nimmt vier Schulstunden pro Woche ein. Die Wahlpflichtfächer besitzen den Charakter von Hauptfächern, womit in ihnen auch zwei Klassenarbeiten pro Schulhalbjahr geschrieben werden müssen.

## Soziales Engagement
Die Schülerschaft veranstaltet im Rahmen ihrer Möglichkeiten Spendenaktionen. Außerdem gibt es im Angebot  der Arbeitsgemeinschaften eine Auswahl zum Thema soziales Engagement: zum Beispiel AG Soziales Lernen und AG Schulsanitätsdienst. 2019 fanden Spendenaktionen u. a. für die DKMS und Bootsflüchtlinge statt. 2020 engagierten sich die Schüler für das  australische Rote Kreuz und den WWF.
Die ehemalige Schülerzeitung ¿DéjàVu? unterstützte ein Patenkind in einem SOS-Kinderdorf in Nairobi. Außerdem war die Schülerzeitung Mitglied bei Amnesty International und dem WWF.

## Schule im Kiez
Das Albert-Schweitzer-Gymnasium liegt im Norden Neuköllns im Einzugsbereiches des Reuterkiezes. Die Schülerschaft spiegelt den Kiez mit all seine Facetten wider. Der Anteil der Schüler mit nichtdeutscher Herkunftssprache liegt bei etwa 95 % mit abnehmender Tendenz. Mit über 20 verschiedenen Ethnien findet sich das Bild der kulturellen Vielfalt des Kiezes auch am Albert-Schweitzer-Gymnasiums. Es besteht eine enge Zusammenarbeit mit dem Quartiersmanagement Flughafenstraße und das daran gekoppelte Netzwerk der Bildungsinstitutionen im Kiez.

## Bekannte Schüler der Albert-Schweitzer-Schule
- Horst Bosetzky, Krimiautor und Soziologieprofessor
- Jana Pallaske, Schauspielerin, Moderatorin und Sängerin
- Judith Hermann, Schriftstellerin
- Birger Heymann, Gitarrist und Komponist des Musicals Linie 1
- Klaus Johannson, Mathematiker
- Christina Schwarzer, Politikerin
- Ruthild Hahne, Bildhauerin